# الفخ (برنامج تلفزيوني)
الفخ برنامج مسابقات وأسئلة معلومات عامة شيق؛ يتنافس من خلاله المتسابقون في المعرفة والثقافة والسرعة البديهة في إعطاء الإجابات. وهو النسخة العربية من البرنامج البريطاني "The Trap" الذي إخترعته وتبيع حقوقه شركة أكشن تايم. تم إنتاج فقط هذه النسخة العربية من المسابقة إذ لم تباع المسابقة لدولة أخرى ولا حتى في البلد الأصل بريطانيا.
عرضت حلقاته أسبوعيا على مدى ثلاثة أعوام مابين 2002 و2004 على تلفزيون المستقبل. قدمه الأعلامي اللبناني إبراهيم أبو جودة وتم تسجيله في أستوديوهات القناة بمدينة بيروت.

## فكرة البرنامج
المسابقة تبدأ مع سبعة مشتركين من كافة الدول العربية، سيتنافسون على مدى خمس حلقات وواحد منهم فقط سفوز بالمبلغ الذي جمعه طوال الأسبوع. العنصر الأساسي في البرنامج هو تصويت الجمهور الحاضر والمشاهدين في المنازل للمتسابق المفضل لديهم من أجل إبقائه بالسباق وإصاله للحلقة الأخيرة.
كل حلقة مؤلفة من خمس جولات، كل واحد فيها خمسة اسئلة، ولدى كل متسابق مبلغ ألف دولار أمريكي برصيده، هم يجلسون على طاولة نصف مستديرة والمقدم يقف أمامهم. من لديه الإجابة على السؤال يضغط على زر أحمر موجود أمامه. إذا كان صحيح، يأخذ قيمة السؤال من أحد زملائه الستة يقوم باختياره. وإن كان خطأ، فيخصم المبلغ من رصيده ويمكن للباقين محاولة الإجابة على السؤال. وإذا أجابوا بشكل خطأ مجددا، يقوم المقدم بإعطائهم أحتمالان للسؤال وهنا الفرصة تتاح مجددا للكل للإجابة. يمكن أيضا ان لا يعطي أحد أي إجابة بهذه الحالة لا أحد يحصل ولا يخسر قيمة السؤال.
| قيمة الأسئلة بالدولار الأمريكي | قيمة الأسئلة بالدولار الأمريكي | قيمة الأسئلة بالدولار الأمريكي | قيمة الأسئلة بالدولار الأمريكي | قيمة الأسئلة بالدولار الأمريكي | قيمة الأسئلة بالدولار الأمريكي |
| الحلقة                         | الجولة الأولى                  | الجولة الثانية                 | الجولة الثالثة                 | الجولة الرابعة                 | الجولة الخامسة                 |
| ------------------------------ | ------------------------------ | ------------------------------ | ------------------------------ | ------------------------------ | ------------------------------ |
| الأولى                         | 100                            | 150                            | 200                            | 250                            | 300                            |
| الثانية                        | 150                            | 200                            | 250                            | 300                            | 350                            |
| الثالثة                        | 200                            | 250                            | 300                            | 350                            | 400                            |
| الرابعة                        | 250                            | 300                            | 350                            | 400                            | 450                            |
| الخامسة                        | 300                            | 350                            | 400                            | 450                            | 500                            |

إذا كان رصيد المشترك أقل من قيمة السؤال، يتم إقافه عن اللعب إلى حين استعادة مبلغ يخوله العودة إلى المنافسة وذلك عبر المبلغ الذي سيحصل عليه من تصويت الجمهور الحاضر والمشاهد في المنازل.
هناك أيضا جولتا سؤال السرعة. بهما على المشتركين ترتيب سبع أحداث أو شخصيات حسب تسلسل معين خلال مدة قدرها 45 ثانية، على جهاز حاسوب موجود أمام كل واحد منهم. الأسرع في الترتيب يحصل على مبلغ معين يزداد مع تقدم الحلقات.
كما يوجد إمكانية مخاطبة الجمهور من أجل طلب التصويت له خلال مدة زمنية قدرها 15 ثانية؛ وهذه تعتبر كوسيلة مساعدة. على المشتركين شراء هذه المساعدة، وذلك من خلال الإجابة على سؤال سهل يطرحه المقدم، الأسرع في كبس الزر الأحمر يحصل على أحقية الإجابة ويخصم من رصيده مبلغ 500 الدولار الأمريكي. الجمهور سيصوت للمشترك المفضل لديهم ونتيجة التصويت ستؤدي إلى تقسيم مبلغ معين (يتراوح ما بين 1000 و4000 دولار) بين المشتركين حسب النسبة الئوية التي تلقاها المتسابقون.
هناك كذلك تصويت مشابه ولكن موجه للمشاهدين في المنازل حيث يتوجه المشتركون بنهاية الحلقة إلى المشاهدون طالبين التصويت لصالحهم. النتيجة تعلن فب بداية الحلقة التالية، وبها المشترك ذو أدنى رصيد يغادر المنافسة حاملا المبلغ الذي جمعه.